# Бивио ди Кантагало (Мачерата)
Бивио ди Кантагало (итал. Bivio di Cantagallo) насеље је у Италији у округу Мачерата, региону Марке.
Према процени из 2011. у насељу је живело 43 становника. Насеље се налази на надморској висини од 225 м.